# Mechisteo
Mechisteo (in greco antico: Μηκιστεύς? Mēkistèus), o Mecisteo, è un personaggio della mitologia greca, figlio di Talao e di Lisimache.

## Mitologia
Principe di Argo e padre di Eurialo, prese parte ai giochi funebri in onore di Edipo e vinse tutte le gare di pugilato.
Secondo Pseudo-Apollodoro, partecipò alla spedizione dei Sette contro Tebe insieme al fratello Adrasto. Invece Eschilo, nella tragedia I sette contro Tebe, mette al suo posto Eteoclo.
Anche Erodoto lo inserisce nella guerra dei Sette contro Tebe, ma non è chiaro se lo considerasse uno dei capi o un semplice partecipante.